# Johnny Tandpetaren
Johnny Tandpetaren (originaltitel: Johnny Stecchino) är en italiensk film från 1991 i regi av Roberto Benigni, med honom själv i huvudrollen.

## Handling
Den snälle Dante (Roberto Benigni) ser exakt ut som den elake mafioson Johnny Stecchino, vilket ger förvecklingar. Det enda som skiljer Dante från Johnny är att Johnny har en tandpetare i munnen så gott som hela tiden.

## Rollista i urval
- Roberto Benigni - Dante / Johnny Stecchino
- Nicoletta Braschi - Maria
- Paolo Bonacelli - D'Agata
- Franco Volpi - The Minister
- Ivano Marescotti - Dr. Randazzo
- Loredana Romito - Gianna

## Om filmen
Filmen spelades in i Rom och på Sicilien.